# Economia Libiei
Economia Libiei este bazată în principal pe exportul de petrol și gaze naturale, care reprezintă 90% din veniturile provenite din export. Industria este în principal petrochimică, energetică, metalurgică, ușoară (textilă), extractivă. Agricultura se face în oaze și nu este prea dezvoltată.

## Sectorul de petrol
Libia este membru al OPEC și deține cele mai mari rezerve de petrol din Africa (este urmată de Nigeria și Algeria), 41.5 Gbbl (6.60 × 109 m3), ca din ianuarie 2007, până la 39,1 Gbbl (6.22 × 109 m3), în 2006. Aproximativ 80% din rezervele de petrol ale Libiei sunt situate in bazinul Sirte, care este responsabil pentru 90% din producția de petrol a tarii [3]. Printre filialele NOC lui, cel mai mare producător de petrol este Companiei Petroliere Waha (WOC), urmat de Agoco, Companiei Petroliere Zueitina (Zoc), și a Companiei Petroliere Sirte (SOC). Resurse de petrol, care reprezintă aproximativ 95% din veniturile din exporturi, 75% din veniturile guvernamentale, iar peste 50% din PIB. Veniturile din petrol constituie principala sursă de schimb valutar. Reflectând patrimoniul a economiei de comandă, trei sferturi din ocuparea forței de muncă este în sectorul public, și investițiile private rămâne mic, la aproximativ 2% din PIB. 

## Industria
Libia are o industrie petrochimică dezvoltată, cu o rată mare de exporturi în rândul produselor din petrol (kerosen, haine de ploaie, încălțăminte sintetică). De asemenea, foarte dezvoltată e industria metalurgică, datorită gazelor naturale, cu mai mari exporturi. 
Mai puțin dezvoltată este industria ușoară (textile, hrană, băuturi) acoperind un procent mai mic de 5%.

## Agricultura
Deși agricultura este al doilea cel mai mare sector în economie, Libia depinde de importuri, în majoritatea de alimente. Condițiile climatice și solurile sărace limitează producția agricolă, și producția de alimente internă satisface aproximativ 25% din cerere.
Având în vedere că 90% din Libia este deșert, agricultura se face în câmpia litorală din nord și în oaze. Principalele culturi sunt de cereale, măsline, citric și curmale. Sursa principală de apă agricolă este Marele Râu Artificial.